# Geghakert
Geghakert (in armeno Սամաղար?, conosciuto anche come Samaghar) è un comune dell'Armenia di 3 170 abitanti (2008) della provincia di Armavir.